# 除地
除地（じょち、よけち、のぞきち）は、土地区分のひとつ。

## 近世
江戸時代に幕府・大名より年貢を免除された土地のうち、朱印地・黒印地を除いたものを指す。
寺社の境内や、無年貢証文のある田畑・屋敷など特別な由緒のある土地で、従来は検地を受けなかったが、次第に検地の上で検地帳に除地として登録されるようになった。
除地は町方（「地方」と呼ばれる農村地ではない地域）にもあり、尾張藩の場合は御用達商人の家格中第2位の除衆は居宅地の諸役を免ぜられていた。

## 現代
1991年（平成3年）まで存在した日本の国有林の旧土地区分のひとつ。
林地以外の土地で苗畑・林道などの付帯地や貸地・雑地を指したが、経営規程改正で整理された。